# 平等寺 (新潟県阿賀町)

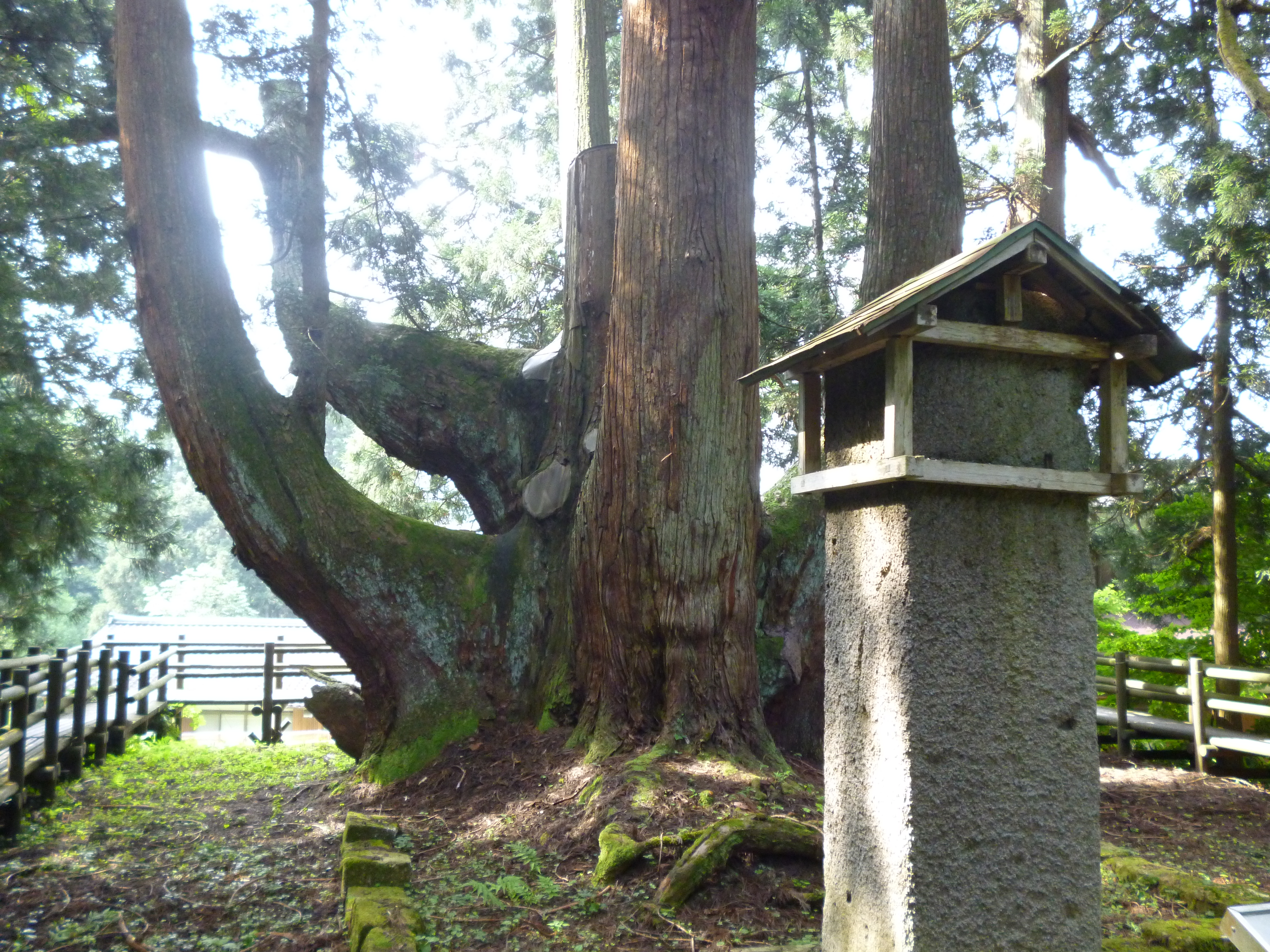
国の天然記念物、幹周り日本一の将軍杉と手前は保科正之が建てた平維茂の墓碑。

平等寺（びょうどうじ）は、新潟県東蒲原郡阿賀町岩谷にある曹洞宗の寺。
平安時代後期の武将・平維茂によって創建されたと伝えられており、維茂が船で川を下っていると金色に光る小さな（一寸八分）の薬師如来像を見つけ、これを薬師堂に安置したといわれる。当初は平氏の郎党を弔うとして平党寺と名付けられたが、鎌倉幕府をはばかり現在の名となったという。
現在の薬師堂は1519年（永正16年）に僧・永源（えいげん）によって建てられ、1923年（大正12年）2月28日に国の重要文化財に指定された。堂内には古い参拝者の落書きがあり、なかでも1578年（天正6年）に蘆名氏の兵士たちが書いたものは当時の様子を知る上でも貴重である。
また、境内脇には国の天然記念物である将軍スギがある。

## 交通アクセス
- JR磐越西線 五十島駅より北東へ徒歩約20分

## 参考資料
- 「鎮守府将軍平維茂碑並銘」名将 平維茂・三川村教育委員会発行